# Сакель Манфред Іошуа
Манфред Іошуа Сакель (24 травня (6 червня) 1900, Надвірна, Надвірнянський повіт, Станиславівський округ, Королівство Галичини та Володимирії, Австро-Угорщина — 2 грудня 1957, Нью-Йорк, США) — психіатр, розробник методу інсуліношокової терапії для лікування шизофренії.

## Життєпис
Народився в Надвірній на Прикарпатті. Стверджував, що є нащадком Маймоніда. У 1925 році закінчив навчання на медичному факультеті Віденського університету, мав спеціалізацію з неврології та психіатрії.
Переїхав до Берліну, де займався лікуванням наркоманії. 1927 року відзначив, що психічний стан хворого, який вживав наркотик, котрий також був хворим на цукровий діабет, покращився після коми, яку він переніс після випадкового введення завищеної дози інсуліну. Тоді Сакель зробив висновок, що аналогічну діу інсулін може зчинити й при інших психічних захворюваннях — серед них і при шизофренії. Після багаторічних досліджень виявив 88 % позитивний результат, що було узагальнено ним в статті «Лікування шизофренії через фармакологічний шок» (1938).    Однак зрештою згодом виявилося, що цей метод є малоефективним.
Після приходу 1933 року до влади нацистів виїхав до Відня, працював дослідником у нейропсихіатричній клініці Віденського університету.
1936 року емігрував до США,  продовжував там свою наукову та клінічну діяльність в одній з психіатричних лікарень Нью-Йорку. Головні наукові роботи Сакеля «Епілепсія» та «Шизофренія» вийшли з друку лише після його смерті в 1958 році.
У 1950-ті роки у Західному світі з'ясовано, що метод інсуліношокової терапії не чинить позитивну дію, там він отримав лише негативні оцінки. У СРСР інсуліношокова терапія продовжувала застосовуватися, широко використовувалася для покарання політичних в'язнів у радянській каральній психіатрії. Тому в США, а згодом і в інших країнах цей метод був витіснений електросудомною терапією (з 1940-х років) і першими нейролептиками (з 1950-х років).
Сакель був сіоністом і в кінці 1940 років підтримував Ірґун.

## Праці
- «Лікування шизофренії через фармакологічний шок» (1938)
- «Епілепсія» (1958)
- «Шизофренія» (1958)